# 李家垣遗址
李家垣遗址，位于中国青海省民和县隆治乡李家村，为青海省市县级文物保护单位，公布日期为1987年4月16日，类型为古遗址。
李家垣遗址的历史年代为马厂类型。